# 4.48 Psychosis
4.48 Psychosis (a volte tradotta in italiano come Psicosi delle 4 e 48) è l'ultima opera teatrale della drammaturga britannica Sarah Kane e risale al 1999.
L'opera non ha espliciti personaggi o indicazioni di scena, dando al testo scritto un aspetto inconsueto per un pezzo destinato alla rappresentazione. Per questo motivo la sua messa in scena può variare molto a seconda delle produzioni.
Il dramma è scritto dal punto di vista di qualcuno con gravi problemi di depressione, un disordine mentale di cui Sarah Kane stessa soffriva ed è organizzato come un lungo monologo.
Dopo aver completato questo testo Sarah Kane tentò il suicidio ma fu immediatamente scoperta e ricoverata in ospedale. A causa di mancanza di personale fu lasciata sola tre ore durante le quali si impiccò con i lacci delle sue stesse scarpe. Morì il 20 febbraio 1999.

## Rappresentazioni
4.48 Psychosis fu rappresentato, per la prima volta, circa un anno e mezzo dopo il suicidio: il 23 giugno 2000 al Royal Court Theatre per la regia di James Macdonald.
La prima rappresentazione italiana è stata il 15 settembre 2001 al Festival Benevento Città Spettacolo, interpretato da Monica Nappo, regia di Pierpaolo Sepe, prodotto dal Nuovo Teatro Nuovo di Napoli.
Nel 2004, un allestimento della piéce diretta dal regista argentino Diego Aramburo ha ricevuto il Premio Teatro Nazionale Peter Travesí.